# 庵原順一
庵原 順一（いはら じゅんいち、1897年10月28日 - 1958年5月24日） は、日本の水産学者。東京水産大学学長。

## 人物・経歴
兵庫県高砂市出身。1919年水産講習所（現東京海洋大学）漁労科卒業。葛原冷蔵入社後、水産講習所練習船一等運転士、水産講習所助教授兼水産講習所技手、大日本帝国陸軍歩兵少尉を経て、1932年水産講習所教授。1958年東京水産大学（現東京海洋大学）学長。